# Mónica Spear
Mónica Spear Mootz (Maracaibo, 1º ottobre 1984 – Puerto Cabello, 6 gennaio 2014) è stata una modella e attrice venezuelana, vincitrice del concorso Miss Venezuela 2004.

## Biografia
Figlia di Rafael Spear Tudares e Ingeborg Mootz Gotera, nacque il 1º ottobre 1984 nella città di Maracaibo ma visse sulla costa orientale dello stato Zulia, in Venezuela. Di origini inglesi da parte di padre e tedesche da parte di madre (suo nonno materno era arrivato in Venezuela dalla Germania), nel 2000 Mónica si trasferì con la sua famiglia a Orlando (Florida), negli Stati Uniti d'America, dove si laureò in arte drammatica alla University of Central Florida, a Orlando (Florida). In seguito arrivò a Caracas per partecipare al Miss Venezuela 2004 con la fascia dello stato Guárico; dopo aver vinto il titolo, rappresentò il Venezuela a Miss Universo 2005, evento tenutosi a Bangkok, Thailandia, dove si classificò al quinto posto (4° finalista) .
Diventò attrice di soap opera, recitando nel 2006 come antagonista in El desprecio della catena televisiva RCTV. Il suo primo ruolo da protagonista fu nel 2007 nella telenovela di RCTV Mi Prima Ciela, insieme a Manuel "Coko" Sosa, ottenendo un buon successo in America Latina.
Nel 2008 ebbe una figlia, Maya, da una relazione con l'irlandese Thomas Henry Berry, divenuto poi suo marito.
Ancora con Manuel Sosa, fu protagonista di Calle Luna, Calle Sol (2009, RCTV International). Due anni dopo ebbe il ruolo principale in La Mujer Perfecta, trasmessa da Venevisión. Grazie a quest'ultima telenovela, la ex reginetta di bellezza intraprese una collaborazione con ASODECO, un'associazione con l'obiettivo di educare e curare i "ragazzi speciali", diventandone ambasciatrice.
Il suo primo ruolo fuori dal suo paese natale fu quello di protagonista in Flor Salvaje, girata in Colombia nel 2011, dove ebbe inizio anche la sua collaborazione con la catena televisiva statunitense Telemundo.
Nel 2013 fu la protagonista della telenovela Pasión prohibida nel ruolo di 'Bianca Santillana', insieme al cantante e attore statunitense di origini cubane Jencarlos Canela. La serie fu girata a Miami e venne prodotta da Telemundo.
Fu uccisa, durante un tentativo di rapina, sull'autostrada Puerto Cabello-Valencia Carabobo il 6 gennaio 2014. Assieme a lei perse la vita anche il marito Thomas Henry Berry, mentre la figlia rimase ferita.

## Filmografia
| Telenovela               | Anno      | Personaggio                                 | Ruolo                  | Emittente televisiva | Paese                 |
| ------------------------ | --------- | ------------------------------------------- | ---------------------- | -------------------- | --------------------- |
| El Desprecio             | 2006      | Tamara Campos de Velandró                   | Antagonista            | RCTV                 | Venezuela             |
| Mi prima Ciela           | 2007      | Graciela Andreína Zambrano Ávila "La Ciela" | Protagonista           | RCTV                 | Venezuela             |
| Calle Luna, Calle Sol    | 2009      | María Esperanza Rodríguez                   | Protagonista           | RCTV Internacional   | Venezuela             |
| Que el cielo me explique | 2010      | Violeta Robles                              | Personaggio Secondario | RCTV Internacional   | Venezuela             |
| La mujer perfecta        | 2010-2011 | Micaela Gómez Valdés                        | Protagonista           | Venevisión           | Venezuela             |
| Flor Salvaje             | 2011-2012 | Amanda Monteverde "Flor Salvaje"            | Protagonista           | Telemundo            | Stati Uniti/ Colombia |
| Pasión prohibida         | 2013      | Bianca Santillana de Piamonte               | Protagonista           | Telemundo            | Stati Uniti           |

## Doppiatrici italiane
- Chiara Gioncardi in Pasión prohibida